# Reprezentacja Kanady na Mistrzostwach Świata w Narciarstwie Klasycznym 2011
Reprezentacja Kanady na Mistrzostwach Świata w Narciarstwie Klasycznym 2011 liczy 13 sportowców.

## Medale

### Złote medale
Biegi narciarskie mężczyzn, sprint drużynowy techniką klasyczną: Devon Kershaw i Alex Harvey

### Srebrne medale
Brak

### Brązowe medale
Brak

## Wyniki

### Biegi narciarskie mężczyzn
Sprint
- Alex Harvey – 7. miejsce
- Len Valjas – 15. miejsce
- Stefan Kuhn – odpadł w kwalifikacjach
- Devon Kershaw – odpadł w kwalifikacjach

Sprint drużynowy
- Devon Kershaw i Alex Harvey – 1. miejsce

Bieg łączony na 30 km
- Devon Kershaw – 9. miejsce
- Alex Harvey – 12. miejsce
- Ivan Babikov – 15. miejsce
- George Grey – 46. miejsce

Bieg na 15 km
- Ivan Babikov – 30. miejsce
- Len Valjas – 48. miejsce
- Stefan Kuhn – 52. miejsce
- George Grey – 57. miejsce

Sztafeta 4x10 km
- Len Valjas, Stefan Kuhn, Ivan Babikov, George Grey – 12. miejsce

Bieg na 50 km
- Alex Harvey – 5. miejsce
- Ivan Babikov – 17. miejsce

### Biegi narciarskie kobiet
Sprint
- Daria Gaiazova – 20. miejsce
- Chandra Crawford – 28. miejsce
- Perianne Jones – 29. miejsce
- Brooke Gosling – odpadła w kwalifikacjach

Bieg łączony na 15 km
- Brooke Gosling – 51. miejsce

Bieg na 10 km
- Daria Gaiazova – 37. miejsce
- Chandra Crawford – 52. miejsce
- Brooke Gosling – 56. miejsce

Sprint drużynowy
- Daria Gaiazova, Perianne Jones – 6. miejsce

Sztafeta 4x5 km
- Daria Gaiazova, Chandra Crawford, Brooke Gosling, Perianne Jones – 14. miejsce

Bieg na 30 km
- Chandra Crawford – 42. miejsce
- Brooke Gosling – 44. miejsce

### Kombinacja norweska
Konkurs indywidualny HS 106/10 km
- Wesley Savill – 41. miejsce

Konkurs indywidualny HS 134/10 km
- Wesley Savill – 43. miejsce

### Skoki narciarskie mężczyzn
Konkurs indywidualny na skoczni normalnej
- Mackenzie Boyd-Clowes – odpadł w kwalifikacjach

Konkurs indywidualny na skoczni dużej
- Mackenzie Boyd-Clowes – 39. miejsce

### Skoki narciarskie kobiet
Konkurs indywidualny na skoczni normalnej
- Taylor Henrich – 18. miejsce